# Torre Mayor
Torre Mayor e o Paseo de la Reforma.
Torre Mayor (em português: Torre Maior) é um arranha-céu localizado na Cidade do México, México. Com 225 metros (738 pés) e 55 andares, é o 4.º mais alto arranha-céu do país.
A Torre Mayor surgiu de um investimento do empresário canadense Paul Reichmann no fim da década de 1990. O projeto foi desenvolvido pela Zeidler Partnership Architects em parceria com a Executive Architects Adamson Associates Architects, ambas empresas sediadas em Toronto. A construção foi iniciada em 1999 e concluída em 2003.